# Lupta de la Pervel (1916)
Lupta de la Pervel a fost o acțiune militară de nivel tactic, desfășurată pe Frontul Român, în timpul campaniei din anul 1916 a participării României la Primul Război Mondial. Ea s-a desfășurat în perioada 1/14 octombrie 1916 - 2/15 octombrie 1916 și a avut ca rezultat retragerea forțelor Puterilor Centrale, în ea fiind angajate forțe aliate din Divizia 5 Infanterie, Divizia 19 Infanterie și Divizia 61 Infanterie rusă și forțe ale Puterilor Centrale din Divizia 25 Infanterie turcă și Divizia Mixtă bulgară. A făcut parte din acțiunile militare care au avut loc în bătălia de pe aliniamentul Rasova-Cobadin-Tuzla.:p. 374

## Comandanți

### Comandanți români
- General Alexandru Hartel
- Colonel Constantin Scărișoreanu
- General Panteleimon Nicolaevici Simanski

### Comandanți ai Puterilor Centrale
- Colonel Sucri Bey
- General Todor Kantardjiev